# 펜네 알라 보드카
펜네 알라 보드카(Penne alla vodka)는 보드카와 펜네 파스타로 만든 파스타 요리로, 보통 무거운 크림, 으깬 토마토, 양파, 때로는 소시지, 판체타, 완두콩으로 만든다.
이 요리법은 디스코텍 고객들에게 제공되었던 1980년대에 이탈리아와 미국에서 매우 인기가 있었다. 따라서 이 요리법은 첫 번째 코스에서 크림을 사용하는 것을 선호했던 당시 유행하던 요리의 아이콘이 되었다. 페네 알라 보드카는 이탈리아식 미국 요리에서 여전히 인기가 있다.